# Siradiou Diallo
Siradiou Diallo (* 25. August 1936 in Labé; † 14. März 2004 in Paris) war ein Journalist und Oppositionspolitiker in Guinea, Westafrika.

## Leben
Diallo stammte aus Labé in der Präfektur Labé im Zentrum des Landes. Er studierte Wirtschaft an den Universitäten in Dakar, Poitiers und Paris. Nach seinem Diplom 1967 arbeitete er unter anderem bei der Banque Nationale de Paris und im französischen Finanzministerium. Daneben war er vor allem journalistisch tätig und arbeitete ab 1970 für das Magazin Jeune Afrique, bis hin zur Position des Chefredakteurs.
Parallel zu seinen journalistischen Aktivitäten organisierte er im Exil eine Opposition gegen das Regime von Ahmed Sékou Touré und gründete unter anderem das Comité de Réflexion sur la Démocratie en Guinée (CRDG). Nach dem Tod Tourés kehrte er 1984 nach Guinea zurück. 1991 wurde er Generalsekretär der Parti Guinéen du Progrès (PGP) und gründete ein Jahr später die Parti du Renouveau et du Progrès (PRP). Der Druck der wachsenden Opposition veranlasste den durch einen unblutigen Staatsstreich an die Macht gekommenen Präsidenten Lansana Conté, politische Parteien ab April 1992 zuzulassen. Bei der Präsidentschaftswahl in Guinea 1993 kam es zu Unruhen, wobei die Opposition der Regierung Wahlbetrug vorwarf.
Ab 1995 war Diallo Abgeordneter in der Assemblée Nationale.
Zur Präsidentschaftswahl in Guinea 1998 – nach Ablauf der fünfjährigen Amtszeit Contés – trat die PRP Diallos gemeinsam mit der Union pour la Nouvelle République (UNR) Mamadou Bahs als Union pour le Progrès et le Renouveau (UPR) zur Wahl an. Die gemeinsame Kandidatur der beiden Fulbe-Politiker verschärfte jedoch ethnische Konflikte. Zugleich entfremdete die 1998 geplante Vertreibung von über hunderttausend Menschen (überwiegend Fulbe) aus einem Stadtteil Conakrys die Fulbe vom Regime Conté. Es kam zu gewaltsamen Protesten und Zusammenstößen zwischen Bevölkerung, Opposition und Polizei.
Bei den Parlamentswahlen 2002 errang Diallos UPR 20 der 114 Abgeordnetensitze und wurde – nachdem die anderen großen Oppositionsparteien die Wahl boykottiert hatten – zweitstärkste Kraft in der Assemblée Nationale. 2003 ging UPR-Führer Diallo vor der Präsidentschaftswahl auf nationale Wahltour. Er nahm unter anderem gegen den Vorwurf Stellung, dass die UPR eine geheime Abmachung mit der Regierung geschlossen habe. Dieser Vorwurf entstand in Zusammenhang mit der Entscheidung der EU, die Entwicklungshilfe für Guinea wegen der Präsenz der oppositionellen UPR im Parlament nicht zurückzuziehen. Mangels Fairness boykottierten jedoch alle großen Oppositionsparteien, einschließlich der UPR, die Wahlen.
Diallo starb am 14. März 2004 in Paris im Alter von 68 Jahren an einem Herzstillstand.

## Schriften
- Houphouët Boigny, le président paysan. Editions Jeune Afrique, Paris 1980.
- Le Zaire aujourd’hui. Editions Jeune Afrique, Paris 1984.